# Гоферові змії
Гоферові змії (Pituophis) — рід неотруйних змія з родини Вужеві. Має 6 видів. Інша назва «соснові змії».

## Опис
Загальна довжина представників цього роду коливається від 1 до 2,5 м. Голова невелика, з розширеним ростральними щитком. Забарвлення зазвичай коричнювате, жовтувате або червонувате з великими поперечними плямами, однак у різних видів плями можуть зливатися з основним темним або світлим фоном.

## Спосіб життя
Полюбляють посушливі піщані або кам'янисті місцини, соснові ліси та рідколісся, зустрічаються від узбережжя до гірських хребтів. Добре лазять, однак на дерева забираються звичайно тільки в пошуках їжі. Зустрічаються на висоті до 2500 м. Харчуються різними дрібними ссавцями, гоферами, але не гребують й птахами. Велику частину життя проводять в норах гризунів. У зимовий час впадають у сплячку, яка триває в залежності від місця проживання від 1 до 4 місяців. 
Це яйцекладні змії. Самиці відкладають до 30 яєць.

## Розповсюдження
Мешкають у Північній Америці — від півдня Канади до Мексики. 

## Види
- Pituophis catenifer
- Pituophis deppei
- Pituophis lineaticollis
- Pituophis melanoleucus
- Pituophis ruthveni
- Pituophis vertebralis